# Fernando Alberto II, Duque de Brunsvique-Volfembutel
Fernando Alberto de Brunswick-Wolfenbüttel (29 de maio de 1680 - 2 de setembro de 1735), duque de Brunswick-Lüneburg, foi um oficial do exército do Império Sacro Romano-Germânico. Foi príncipe de Wolfenbüttel em 1735.

## Família
Fernando foi o sexto filho e terceiro varão do duque Fernando Alberto I de Brunswick-Wolfenbüttel e da princesa Cristina de Hesse-Eschwege. Os seus avós paternos eram Augusto, o Jovem de Brunswick-Wolfenbüttel e a duquesa Sofia Isabel de Mecklemburgo-Güstrow. Os seus avós maternos eram o conde Frederico de Hesse-Eschwege e a princesa Leonor Catarina de Zweibrücken.

## Carreira militar
Fernando Alberto lutou ao lado do imperador Leopoldo I durante a Guerra de Sucessão Espanhola. Em 1704 tornou-se seu adjunto, em 1707 general-major e, em 1711 tenente-general de campo. Durante a Guerra Austro-Turca de 1716-18, lutou sob o comando do príncipe Eugénio de Saboia, participando nas batalhas de Belgrado e Petrovaradin, tornando-se comandante da fortaleza de Komárno. Em 1723 tornou-se marechal de campo e, em 1733, general de campo.
Após a morte do seu primo, o duque Luís Rudolfo de Brunswick-Wolfenbüttel, em março de 1735, Fernando Alberto herdou o principado de Wolfenbüttel e deixou a sua posição como marechal de campo. Morreu seis meses depois.

## Casamento e descendência
Fernando Alberto casou-se com a filha do seu primo Luís Rudolfo, a princesa Antónia Amália de Brunswick-Wolfenbüttel. Tiveram os seguintes filhos:
1. Carlos I de Brunswick-Wolfenbüttel (1 de agosto de 1713 - 26 de março de 1780) casado com a princesa Filipina Carlota da Prússia; com descendência.
2. António Ulrich de Brunswick-Wolfenbüttel (28 de agosto de 1714 - 4 de maio de 1774) casado com a grã-duquesa Ana Leopoldovna da Rússia; com descendência.
3. Isabel Cristina de Brunswick-Wolfenbüttel (8 de novembro de 1715 - 13 de janeiro de 1797) casada com o rei Frederico II da Prússia; sem descendência.
4. Luís Ernesto de Brunswick-Wolfenbüttel (25 de setembro de 1718 - 12 de maio de 1788) sem descendência.
5. Fernando de Brunswick-Wolfenbüttel (12 de janeiro de 1721 - 3 de julho de 1792) sem descendência.
6. Luísa de Brunswick-Wolfenbüttel (29 de janeiro de 1722 - 13 de janeiro de 1780) casada com o príncipe Augusto Guilherme da Prússia; com descendência.
7. Sofia Antónia de Brunswick-Wolfenbüttel (23 de janeiro de 1724- 17 de maio de 1802) casada com Ernesto Frederico de Saxe-Coburgo-Saalfeld; com descendência.
8. Albert de Brunswick-Wolfenbüttel (1725–1745) sem descendência.
9. Carlota de Brunswick-Wolfenbüttel (1725–1766) sem descendência.
10. Teresa de Brunsvique-Volfembutel (4 de junho de 1728 - 26 de junho de 1778) sem descendência.
11. Juliana Maria de Brunswick-Wolfenbüttel (4 de setembro de 1729 - 10 de outubro de 1796) casada com o rei Frederico V da Dinamarca; com descendência.
12. Frederico Guilherme de Brunswick-Wolfenbüttel (1731–1732) morreu bebé.